# История почты и почтовых марок Гибралтара
История почты и почтовых марок Гибралтара проходила на протяжении XIX и XX столетий под знаком британского владычества, оставаясь таковой и в XXI веке. Почтовая служба Гибралтара, ныне известная как Королевская почта Гибралтара, издаёт собственные почтовые марки и другие филателистические материалы (с 1886). Их распространением в настоящее время занимается Гибралтарское филателистическое бюро (англ. Gibraltar Philatelic Bureau Ltd.).

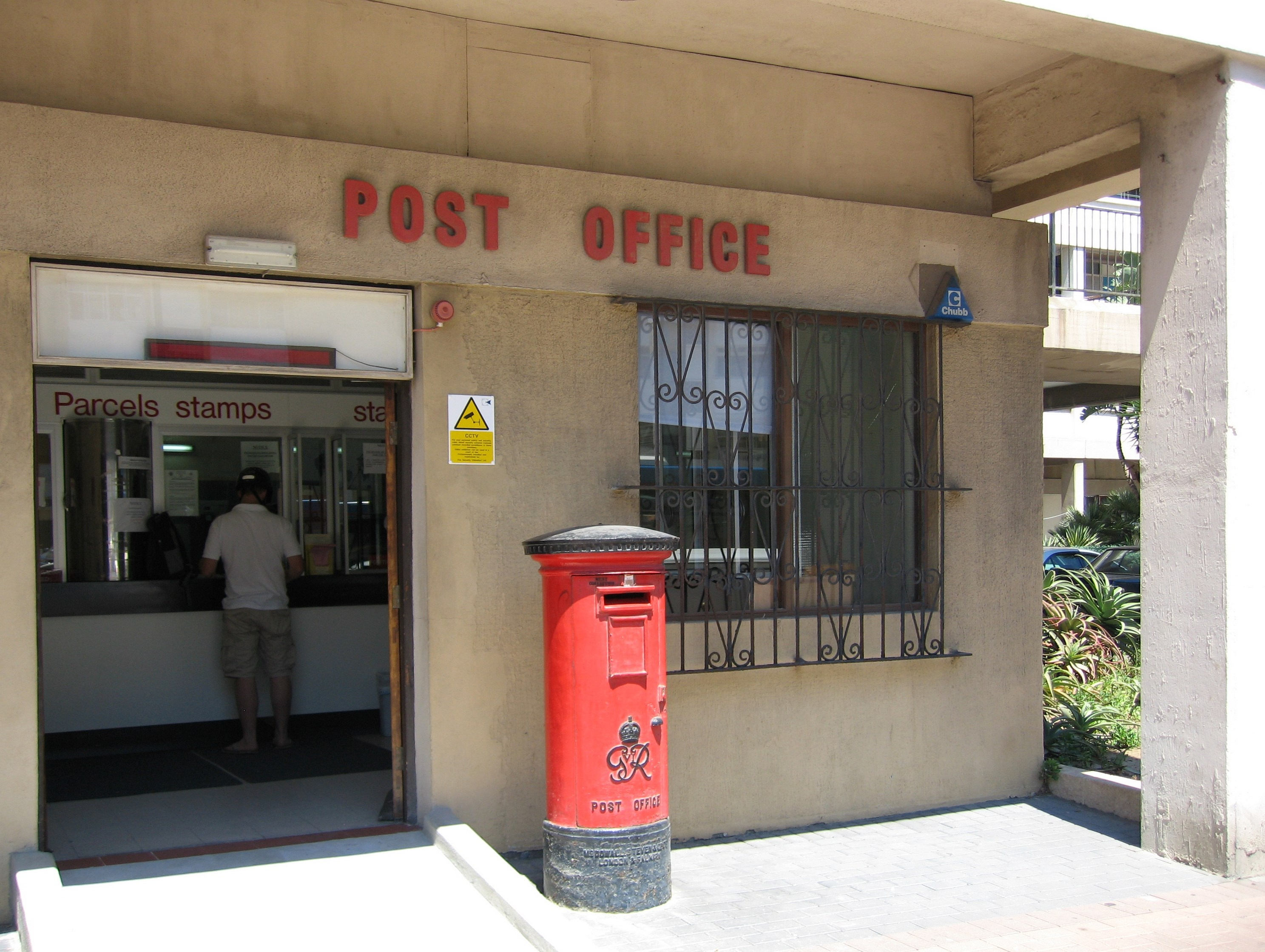
Почтовое отделение Гибралтара

## Развитие почты
Являясь британской заморской территорией на юге Пиренейского полуострова, Гибралтар исторически служил важной базой вооружённых сил и военно-морского флота Великобритании, что было неразрывно связано с его военно-стратегическим положением у входа в Средиземное море.
До 1886 года в обращении здесь были английские и испанские почтовые марки, в зависимости от типа почтового отправления, а до появления почтовых марок действовали другие договорённости. Находившиеся в почтовом употреблении марки Великобритании можно определить по оттиску почтового штемпеля с буквенно-цифровым обозначением «A26» или с буквой «G» (подразумевающей «Гибралтар») в овальной решётке.
В настоящее время почтовую связь в Гибралтаре осуществляет Королевская почта Гибралтара, которая была удостоена звания «Королевская» в 2005 году указом самой королевы. Гибралтар является единственным среди членов Британского Содружества наций или британских заморских территорий за пределами Великобритании, кто имеет такое отличие, поскольку Канада и другие государства отказались от этого наименования некоторое время назад.
| Почтовые ящики Королевской почты Гибралтара | Почтовые ящики Королевской почты Гибралтара | Почтовые ящики Королевской почты Гибралтара |
| ------------------------------------------- | ------------------------------------------- | ------------------------------------------- |
|                                             |                                             |                                             |

## Выпуски почтовых марок

### Первые марки
Первые гибралтарские почтовые марки появились в позднюю Викторианскую эпоху. Ими стали марки Бермудских островов с надпечаткой «Gibraltar» («Гибралтар») и с портретом королевы Виктории, выпущенные в январе 1886 года.

### Последующие эмиссии
С ноября 1886 года в Гибралтаре стали употребляться собственные почтовые марки с изображением королевы Виктории, в оригинальном дизайне которых непосредственно указывалось слово «Gibraltar» («Гибралтар»). Марки были изданы семи номиналов — от ½ пенни до 1 шиллинга. С 1889 года на марках этого выпуска производились надпечатки и надписи номинала в сентимо (centimos) вплоть до 1898 года, когда в обращение снова вошла британская валюта[≡].

### Эпоха монархов-мужчин
В период с 1903 по 1950 год было отпечатано множество гибралтарских стандартных и коммеморативных марок с портретами королей Эдуарда VII, Георга V и Георга VI. Марок с изображением короля Эдуарда VIII Гибралтар не эмитировал. При этом в 1931 году вышли в свет первые памятные марки этой территории.

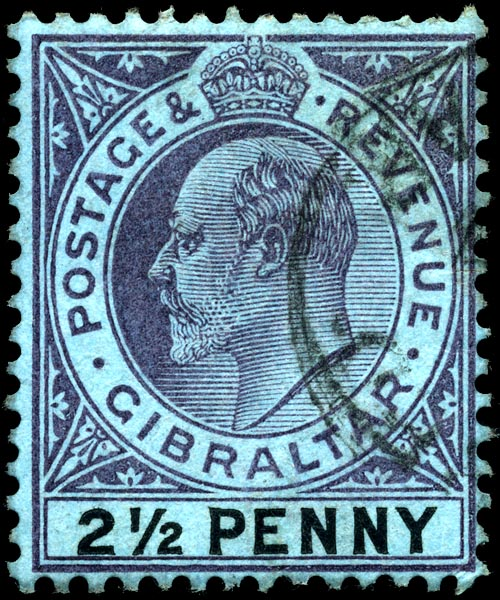
Эдуард VII: почтовая марка Гибралтара, 2½ пенса (1903)
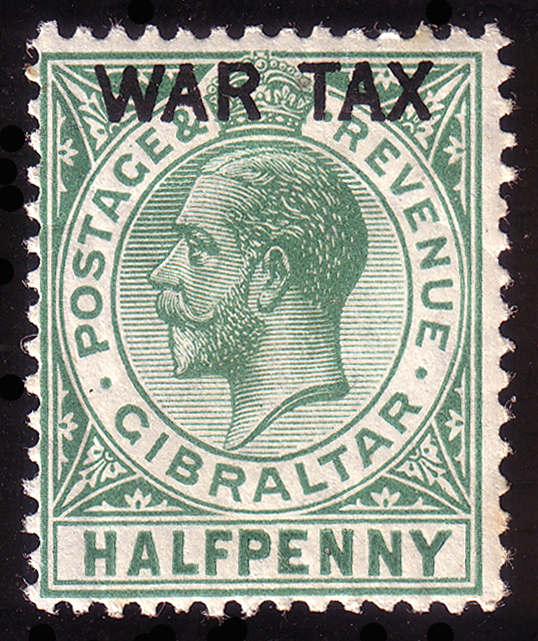
Георг V: военно-налоговая марка Гибралтара, ½ пенни (1918)[^]
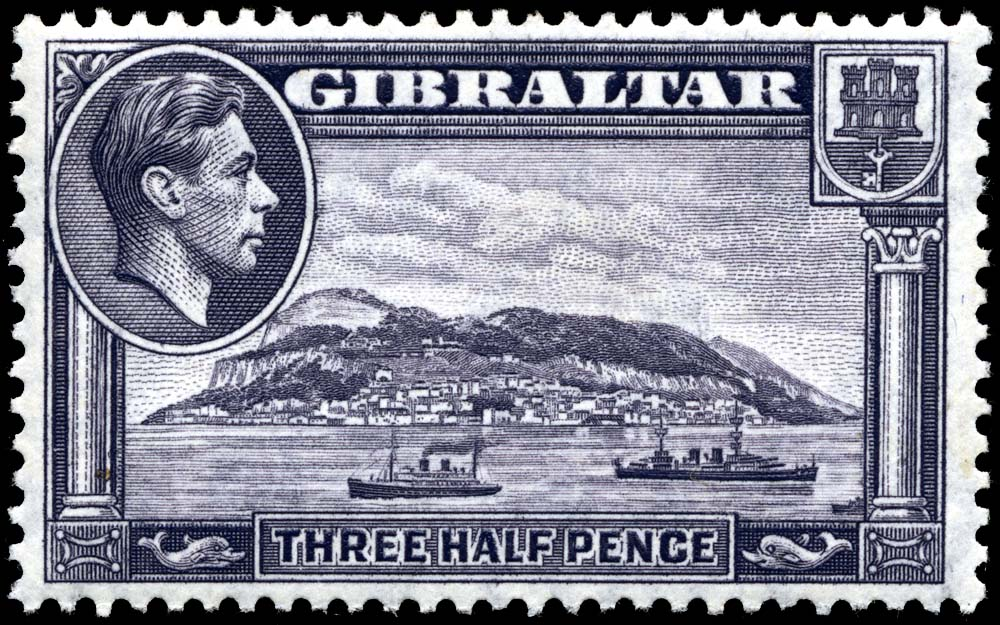
Георг VI: почтовая марка Гибралтара, 3½ пенса (1943)

### Правление Елизаветы II
Первой почтовой маркой Гибралтара периода правления Елизаветы II стала памятная марка коронационного омнибусного выпуска номиналом в ½ пенни, появившаяся 2 июня 1953 года.
Всего с 1886 по 1963 год была выпущена 161 почтовая марка с оригинальными надписями: «Gibraltar» («Гибралтар») и «Postage & Revenue» («Почтовый и гербовый сбор»).
С 1969 года на обратной стороне некоторых гибралтарских марок можно увидеть пояснения к марочному рисунку. В 1974 году появились первый почтовый блок и марки в буклетах. Ряд марок был отпечатан в малых листах, состоящих из 6 или 10 марок.

## Другие виды почтовых марок

### Военно-налоговые
В 1918 году Гибралтаром издавались марки военного налога (с надпечаткой «WAR TAX» — «Военный налог»[≡].

### Доплатные
С 1956 года стали использовать доплатные марки, которых вышло до 1963 года три разных вида, с оригинальной надписью на марках «Postage due» («Почтовая доплата»).

## Каталогизация
В английских каталогах «Стэнли Гиббонс» почтовым выпускам Гибралтара отводится место в «красных» томах для марок Великобритании и Содружества наций:

Каталог «Стэнли Гиббонс» (красный, 2007) для Британской империи и Содружества (1840—1952), на обложке которого в центре можно увидеть марку Гибралтара 1912 года, номиналом в 5 фунтов и с портретом Георга V

Кроме того, гибралтарские выпуски перечислены в объединённом («жёлтом») томе каталога «Стэнли Гиббонс» для марок Кипра, Гибралтара и Мальты.

## Цельные вещи

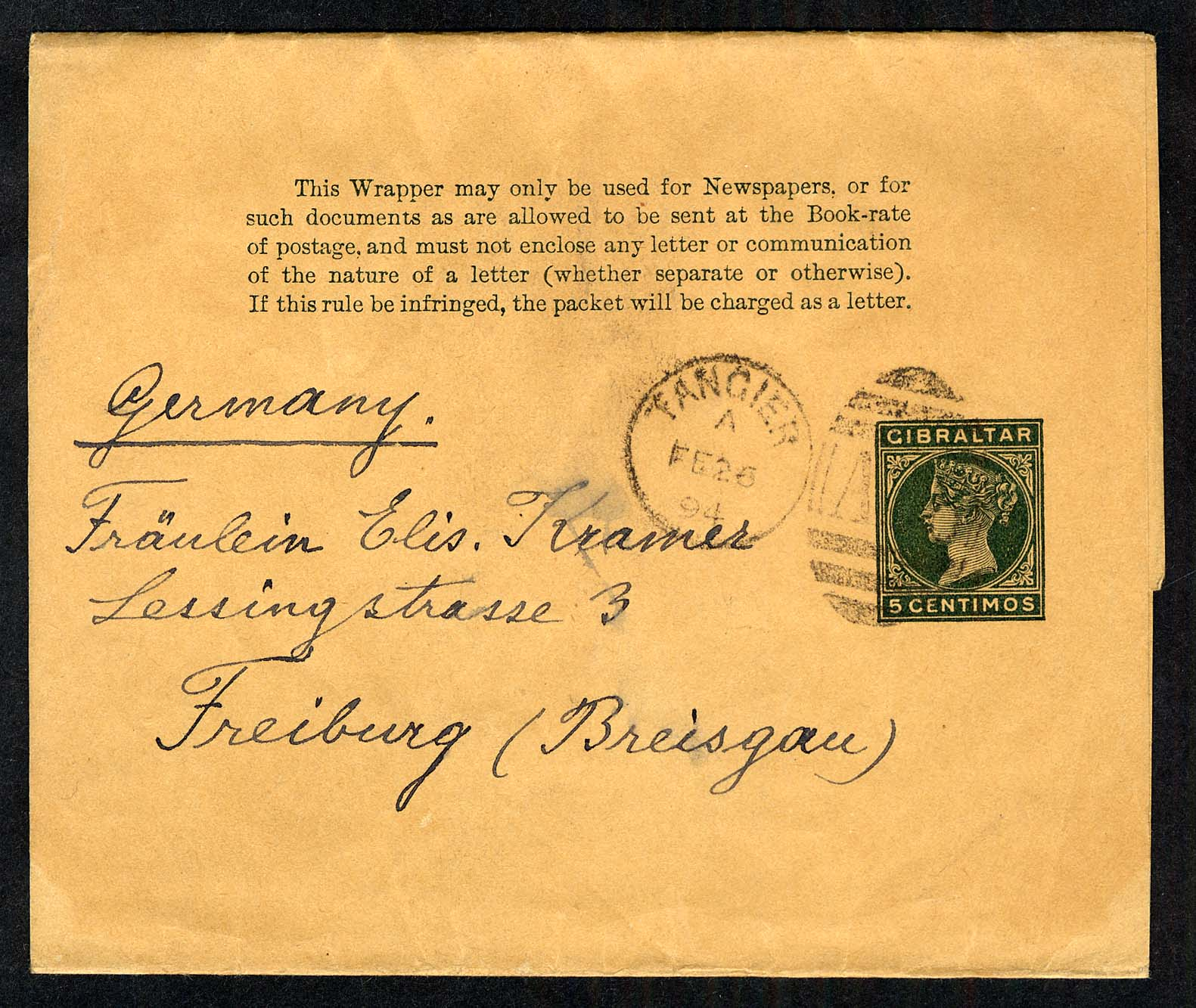
Газетная бандероль Гибралтара 1889 года номиналом в 5 сентимо, отправленная по почте 26 февраля 1894 года из Танжера

В 1886 году в Гибралтаре были изготовлены четыре цельные вещи путём надпечатки на следующих видах почтовых отправлений с предварительно напечатанными знаками почтовой оплаты:
- на маркированных конвертах заказных писем Барбадоса номиналом в 2 пенса,
- на газетных бандеролях колонии Наталь номиналом в ½ пенни,
- на маркированных почтовых карточках Наталя номиналом в ½ пенни и
- на маркированных почтовых карточках Сент-Винсента номиналом в 1 пенни.

В следующем году эти цельные вещи выходили уже с оригинальной надписью «Gibraltar» («Гибралтар»).
В 1889 году была введена испанская валюта, и на всех цельных вещах были сделаны надпечатки новых номиналов в сентимо. Позднее в том же году все цельные вещи были выпущены с обозначением номиналов в новой денежной системе на впечатанных знаках почтовой оплаты.
В 1898 году Гибралтар вернулся к британской валюте. При этом все цельные вещи были отпечатаны в британских денежных знаках. Последний выпуск газетных бандеролей состоялся в 1938 году, и они вышли из обращения по мере истощения запасов.
Секретки были в обращении два раза и на короткое время: первый выпуск состоялся в 1933 году, а второй — в 1938 году, после чего их прекратили издавать. Маркированные конверты изготавливались только в 1935 году, после чего от их использования отказались. Аэрограммы впервые появились на Гибралтаре в 1955 году.

## Развитие филателии
Известны два объединения коллекционеров почтовых марок и других филателистических материалов Гибралтара, однако их неофициальные веб-страницы не поддерживаются с 2005 года:
- Филателистическое общество Гибралтара (Gibraltar Philatelic Society), располагающееся в Гибралтаре и публикующее ежеквартальный бюллетень на английском языке «Gibraltar Philatelic Society Quarterly Newsletter»[11].
- Кружок изучения почтовых марок Гибралтара[англ.], основанный в 1975 году, базирующийся в Великобритании и издающий журнал «The Rock» («Скала»), ежеквартальный бюллетень «Gibraltar Study Circle Newsletter» и книги по гибралтарской филателии[12].